# Levant

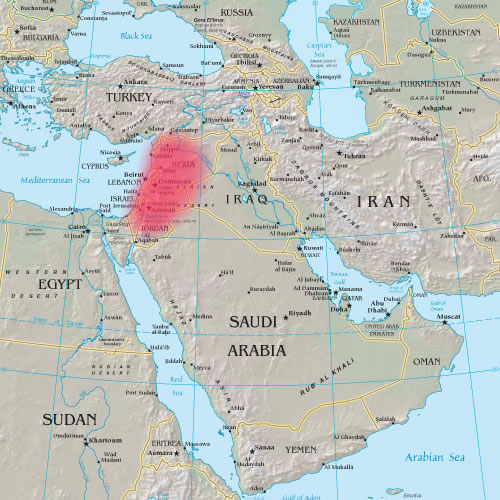
Levantul

Levant uneori identificat cu termenii din limba arabă الشام, Ash-Shām sau المشرق Al Mashreq = Răsărit, este o regiune geografică și culturală, nedefinită precis, care se referă la estul bazinului Mării Mediterane si mai ales la partea de vest a Semilunii Fertile. Definitia geografică a Levantului cuprinde o parte a Orientului Mijlociu la sud de Munții Taurus, mărginită de Marea Mediterană la vest și de Deșertul Arabiei și Mesopotamia superioară la est. Ea cuprinde teritoriile actuale ale Siriei,Libanului, Israelului, teritoriile palestiniene arabe,teritoriile  Iordaniei și Ciprului, precum și zona Iskanderun sau Hatay, aflată actualmente în Turcia. Uneori  sunt incluse în noțiunea de Levant și Cilicia din sudul Turciei și Peninsula Sinai, ca zona de limită între Levant și nordul Egiptului.
Există cărți de istorie unde sunt incluse în Levant și Asia Mică sau Anatolia care aparțin Turciei, Irakul, Egiptul și Cyrenaica din Libia și chiar Grecia. 
Levantul nu include Munții Caucaz și Peninsula Arabică

## Numele și evoluția lui
Cuvântul Levant este la origine un termen din franceza medievală care însemna Orient. El provine din cuvântul vechi francez lever, care deriva la rândul său din latinul levar. El desemna partea din care răsare Soarele, adica răsărit sau est. La origine prin Levant se intelegeau toate teritoriile mediteraniene la est de Italia, adică, nu numai Levantul de astăzi, ci și teritoriile apartinănd Imperiului Bizantin. 
Cuvântul francez Levant corespunde  cuvântului italian Levante, cu același înteles de „care se ridică”, „soare -răsare”.
Acest sens s-a păstrat ulterior pentru a denumi regiunile ținând de Imperiul Otoman. Comerțul capitulațiilor cu "Marele Turc" era denumit în mod curent «comerțul Levantului», «Scările Levantului» fiind porturile și orașele mediteraniene ale Imperiului Otoman, în Orientul Apropiat și în Africa de Nord, ca de pildă Alger cu care traficau neguțătorii francezi.
Primele capitulații - acte prin care sultanul otoman renunta la anumite prerogative, mai ale juridice, în favoarea comercianților francezi, care beneficiau de privilegii din partea regelui Franței, au fost semnate în 1536 de Francisc I al Franței și sultanul turc Soliman Magnificul 
Și scriitorii și poetii europeni în secolul al XIX-lea înțelegeau prin Levant toate regiunile Imperiului Otoman.
Arheologii, istoricii, si pe urmele lor si politicienii au folosit însă termenul de Levant pentru teritoriul  dintre Tars la nord și Marea Roșie la sud.                                                                   
Termeni oarecum analogi ar fi Orientul Apropiat - în franceză Proche Orient sau în engleză Near East,  sau Orientul Mijlociu, după limba engleză - Middle East, Al Mashrek المشرِق în limba arabă - însemnând Orient, Răsărit sau Est, si referindu-se la o zona geografică extinsă.
Un alt termen arab Sham (Siria) sau Balad a-Sham, este indentificat cu asa numita Sirie Mare, incluzand mai ales Siria, Libanul, Palestina sau Israelul și provincia Hatay.
Locuitorii Imperiului Otoman erau denumiți levantini.

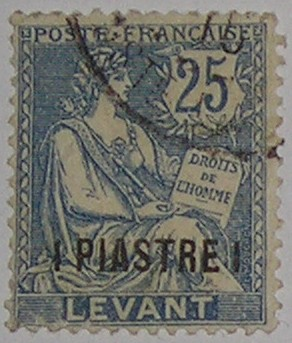
Timbru francez folosit în Levantul otoman în anii 1902-1920

## Geografie
Cel mai des, Levantul este o fâșie continentală pe țărmul de est al Mării Mediterane, de la nord la sud, cu o lățime de circa 200 km și o lungime de circa 700 km. 